# Adient Aerospace
Adient Aerospace ist ein Joint Venture zwischen dem Automobilsitzhersteller Adient und dem Flugzeughersteller Boeing, das 2017 gegründet wurde. Das Unternehmen entwickelt und produziert Flugzeugsitze für den kommerziellen Markt und bietet Lösungen sowohl für den Erstausrüster-Markt (line-fit) als auch für den Nachrüstungsmarkt (retrofit).

## Hintergrund
Adient und Boeing gründeten 2017 das Joint Venture, um den wachsenden Bedarf an hochwertigen Flugzeugsitzen zu decken. Ursprünglich hielt Adient 50,01 % der Anteile, während Boeing 49,99 % besaß. Das Unternehmen zielt darauf ab, komfortable Sitzlösungen für Fluggesellschaften und Leasinggesellschaften zu entwickeln.

## Unternehmensstruktur und Standorte
Adient Aerospace betreibt Standorte in:
- Seattle, Washington, USA (Hauptsitz und Kundendienst),
- Kaiserslautern, Deutschland (Produktions- und Entwicklungsstandort),
- Huntington Beach, Kalifornien, USA (Entwicklungs- und Produktionsstandort),
- Ebbw Vale, Südwales, Großbritannien (Design und Entwicklung).[3]

Die Adient Aerospace Seating GmbH in Kaiserslautern ist ein wichtiger Bestandteil der Adient Aerospace-Struktur. Dieses Entwicklungs- und Produktionszentrum wurde gegründet, um den europäischen Markt zu bedienen und die Produktionskapazitäten des Unternehmens zu erweitern. Die deutsche Niederlassung konzentriert sich auf die Herstellung von Flugzeugsitzen sowohl für den Erstausrüster-Markt (line-fit) als auch für den Nachrüstungsmarkt (retrofit). Adient Aerospace spielt mit dieser europäischen Tochtergesellschaft eine Schlüsselrolle bei der Versorgung der europäischen Flugzeughersteller.
Zusätzlich bietet das Unternehmen maßgeschneiderte Lösungen für Passagierflugzeuge an und entwickelt unter anderem Sitze für die Business Class, die auf dem europäischen Markt besonders gefragt sind.

## Produkte
Das Hauptprodukt des Unternehmens ist die Ascent Business Class Suite, ein Lie-flat Sitz für Großraumflugzeuge, das Komfort und Anpassungsfähigkeit für verschiedene Fluggesellschaften bietet. Seit 2020 wird dieses Produkt in mehreren Flugzeugen eingesetzt.

## Marktstrategie und Wachstum
Der globale Markt für Flugzeugsitze soll bis 2026 voraussichtlich auf 6 Milliarden US-Dollar anwachsen. Adient Aerospace positioniert sich mit einem klaren Fokus auf Business- und Economy-Class-Sitze für Langstreckenflugzeuge.

## Führung
Alan Wittman, der erste CEO des Unternehmens, kehrte nach einer kurzen Pause zurück und übernahm erneut die Führung. Andy Masson leitete Adient Aerospace während seiner Abwesenheit. Wittman verfügt über umfassende Erfahrung, insbesondere durch seine Arbeit im 787 Dreamliner-Programm von Boeing.